# Polygala boissieri
Polygala boissieri là một loài thực vật có hoa trong họ Polygalaceae. Loài này được Coss. miêu tả khoa học đầu tiên năm 1851.